# Reinhard Süring
Reinhard Süring, né le 15 mai 1866 à Hambourg et mort le 29 décembre 1950 à Potsdam, est un météorologue allemand, membre de nombreuses commissions internationales. Sous sa direction, l'Observatoire météorologique de Potsdam (de) est devenu un centre de recherche de réputation internationale. Il est particulièrement connu pour la recherche sur la haute troposphère, les nuages et les rayonnements.

## Biographie
Il étudie les sciences naturelles et les mathématiques à Göttingen, Marbourg et Berlin et obtient son doctorat en 1890 avec une thèse intitulée Temperaturabnahme in Gebirgsgegenden in ihrer Abhängigkeit von der Bewölkung. Plus tard cette année-là, il devient assistant à l'Institut météorologique prussien de Berlin et, l'année suivante, il part travailler au Meteorologisch-Magnetischen Observatoriums (Observatoire météorologique magnétique) à Potsdam (1892).
En 1901, il est nommé responsable du « département des tempêtes » à l'Institut météorologique prussien et, en 1909, est nommé chef départemental de la division météorologique de l'Observatoire météorologique magnétique. Après le départ à la retraite du géophysicien Adolf Schmidt (1860-1944), il devient directeur de l'observatoire de Potsdam.
Entre 1893 et 1921, Süring participe à de nombreuses expériences scientifiques sur des ballons à haute altitude, menées avec des scientifiques influents parmi lesquels les physiologistes Hermann von Schrötter (en) (1870-1928), Nathan Zuntz (en) (1847-1920) et le météorologue Arthur Berson (1859-1942). Le 31 juillet 1901, avec Berson, ils atteignent une altitude de 10 800 mètres à bord d'un ballon gondole ouvert. Les données scientifiques tirées de cette ascension ont été bénéfiques aux recherches menées par Richard Assmann (1845-1918) et Léon Teisserenc de Bort (1855-1913) concernant leur découverte ultérieure de la stratosphère en 1902.
Avec Schrötter et Berson, il participe à des tests sur les effets physiologiques de la pression subatmosphérique, en utilisant une chambre de décompression installée au Jüdisches Krankenhaus (hôpital juif) de Berlin.
Avec Julius von Hann (1839-1921), il est l'auteur du Hann/Süring : Lehrbuch der Meteorologie, un manuel utilisé pendant plusieurs générations par les étudiants en météorologie.